# Aaron Appindangoyé
Aaron Appindangoyé (Franceville, 20 de febrero de 1992) es un futbolista gabonés que juega en la demarcación de defensa para el Kocaelispor de la Superliga de Turquía.

## Selección nacional
Debutó con la selección de fútbol de Gabón el 14 de noviembre de 2012 en un partido amistoso contra Portugal que finalizó con empate a dos. Además fue convocado y disputó la clasificación para la Copa Mundial de Fútbol de 2014, el Campeonato Africano de Naciones de 2014, donde además metió un gol en la fase de grupos, y la Copa Africana de Naciones 2015.

### Goles internacionales
| # | Fecha                 | Estadio                                     | Oponente      | Gol | Resultado | Competición                                             |
| - | --------------------- | ------------------------------------------- | ------------- | --- | --------- | ------------------------------------------------------- |
| 1 | 22 de enero de 2014   | Estadio Free State, Bloemfontein, Sudáfrica | Mauritania    | 2-2 | 2-4       | Campeonato Africano de Naciones de 2014                 |
| 2 | 12 de octubre de 2018 | Stade d'Angondjé, Libreville, Gabón         | Sudán del Sur | 2-0 | 3-0       | Clasificación para la Copa Africana de Naciones de 2019 |

### Participaciones con la selección
| Campeonato                              | Sede              | Resultado        | Partidos | Goles |
| --------------------------------------- | ----------------- | ---------------- | -------- | ----- |
| Campeonato Africano de Naciones de 2014 | Sudáfrica         | Cuartos de final | 4        | 1     |
| Copa Africana de Naciones 2015          | Guinea Ecuatorial | Fase de grupos   | 2        | 0     |
| Copa Africana de Naciones 2017          | Gabón             | Fase de grupos   | 3        | 0     |

## Clubes
| Club                  | País     | Año       | Partidos | Goles |
| --------------------- | -------- | --------- | -------- | ----- |
| CF Mounana            | Gabón    | 2010-2015 |          |       |
| Boavista F. C.        | Portugal | 2015      | 9        | 0     |
| Thonon Évian (cedido) | Francia  | 2015-2016 | 33       | 0     |
| Stade Lavallois       | Francia  | 2016-2017 | 21       | 1     |
| Ümraniyespor          | Turquía  | 2017-2019 | 62       | 0     |
| Sivasspor             | Turquía  | 2019-2024 | 124      | 3     |
| Kocaelispor           | Turquía  | 2024-     | 32       | 1     |

## Palmarés

### Campeonatos nacionales
| Título                    | Club       | País    | Año  |
| ------------------------- | ---------- | ------- | ---- |
| Primera División de Gabón | CF Mounana | Gabón   | 2012 |
| Copa Interclubes de Gabón | CF Mounana | Gabón   | 2013 |
| Copa de Turquía           | Sivasspor  | Turquía | 2022 |